# ألبرتو ماري
ألبرتو ماري سانشيز (مواليد 11 يوليو 2001) هو لاعب كرة قدم إسباني محترف يلعب كمهاجم لصالح نادي ريال سرقسطة، على سبيل الإعارة من نادي فالنسيا.

## حياة مهنية

### بداية مسيرته المهنية
ولد ألبرتو في أليكانتي، منطقة فالنسيا، وبدأ مسيرته مع نادي كوستا أليكانتي، وانتقل إلى نادي هيركوليس لفريق إنفانتيل في سن الثانية عشرة. في عام 2016، بعد انضمام شقيقه الأكبر إلى نادي ريال بلد الوليد، انتقل إلى فئات الشباب بالنادي.

### إيبار
في عام 2018، سار ألبرتو مرة أخرى على خطى شقيقه إلى نادي إيبار. بعد تسجيله 21 هدفًا مع فريق الشباب، تمت ترقيته إلى فريق المزرعة CD Vitoria في Tercera División في عام 2020.
خاض ألبرتو أول مباراة له مع الفريق الأول في 28 أكتوبر 2020، حيث بدأ في الفوز 2-0 خارج أرضه على نادي سي دي باسكونيا. سجل هدفه الأول في 28 نوفمبر، مسجلاً هدف الفوز في مباراة انتهت بفوز فريقه 1-0 خارج أرضه على نادي أريزنابارا، وأنهى الموسم بخمسة أهداف.
في 4 يونيو 2021، غادر ألبرتو إيبار.

### فالنسيا
في 23 يونيو 2021، وقع ألبرتو عقدًا لمدة ثلاث سنوات مع نادي فالنسيا، حيث تم تعيينه في البداية في فريق الاحتياط في دوري الدرجة الثالثة الإسباني لكرة القدم. سجل ستة أهداف في موسمه الأول، مما ساعد في ترقية الفريق B إلى دوري الدرجة الثانية.
بدأ ألبرتو التدريب مع فريق فالنسيا الأول في مارس 2023، بعد أن أمضى موسمًا غزير الإنتاج مع فريق B في موسم 2022-23. خاض أول مباراة احترافية له مع نادي تشي في 23 أبريل، حيث دخل كبديل في الشوط الثاني لصامويل لينو في مباراة الفوز 2-0 خارج أرضه في الدوري الإسباني على نادي إلتشي.
سجل ألبرتو هدفه الاحترافي الأول في 14 مايو 2023، مسجلاً هدف الفوز في الدقيقة 88 في فوز خارج أرضه 2-1 على سيلتا فيغو. في الأول من سبتمبر، تمت ترقيته بشكل نهائي إلى الفريق الرئيسي، وتم تكليفه بارتداء القميص رقم 22.

#### إعارة إلى سرقسطة
في 30 أغسطس 2024، تمت إعارة ألبرتو إلى فريق ريال سرقسطة في دوري الدرجة الثانية الإسباني لهذا الموسم.

## الحياة الشخصية
كان والد ألبرتو، خوسيه ميغيل، وشقيقه ميغيل يلعبان كرة القدم بشكل احترافي أيضًا.

## روابط خارجية
- ألبرتو ماري على BDFutbol
- ألبرتو ماري على LaPreferente (بالإسبانية)
- ألبرتو ماري  على سكروي